# Аллея Челтенхема
Алле́я Челтенхэма — улица в микрорайоне Мацеста в Хостинском районе города Сочи, Краснодарский край (Россия).

## Расположение
Проходит по долине реки Мацеста, начинаясь нумерацией от Курортного проспекта и Мацестинского виадука и заканчиваясь у Старого ванного здания БФО «Мацеста». Главная транспортная артерия микрорайона, соединяет его исторические части — Новую Мацесту, Среднюю Мацесту и Старую Мацесту.

## История
Улица проложена в 1936. Первоначально носила название аллеи Ликвидамбров; 7 сентября 1965 переименована в честь английского города-побратима Сочи с 1959 — Челтенхема, графство Глостершир.

## Пересекает улицы
- Курортный проспект
- Мацестинская улица
- Улица Чекменёва
- Лечебный переулок
- Улица Ручей де Симона

## Достопримечательности
- Мацеста (скульптурная композиция)
- Мацестинский курорт (Сочи)
- Среднемацестинский виадук
- Старомацестинский виадук
- Мацестинский тоннель

## Транспорт
По аллее ходит весь общественный транспорт микрорайона Мацеста, автобусы №90, 120, 121 № 3, 8,43,
Сезоный автобусный маршрут 123

## Аллея в искусстве

### В кинематографе
- «Карусель» (СССР, 1983)